# VII. Igre malih europskih država – Island 1997.
VII. Igre malih europskih država održane su 1997. na Islandu. Igre je svečano otvorio tadašnji predsjednik Islanda Ólafur Ragnar Grímsson.

## Tablica odličja
zemlja domaćin (Island)